# Партанен, Вели-Матти
Ве́ли-Ма́тти «А́ку» Па́ртанен (фин. Veli-Matti «Aku» Partanen; род. 28 октября 1991, Лаппеэнранта, Кюми) — финский легкоатлет, специализирующийся в спортивной ходьбе на 50 км; член сборной Финляндии на летних Олимпийских играх 2016 и 2020/21 года.
Представляет клуб Lappeenrannan Urheilu-Miehet ry, с 2012 года тренируясь у Валентина Кононена (ранее тренировался у Лийсы Туркконен-Грёнхольм (2001—2007) и у Кая Партаненна (2007—2012).